# Ouled Zouaï
Ouled Zouaï (em árabe: اولاد زواي) é uma comuna localizada na província de Oum El Bouaghi, Argélia. Segundo o censo de 2008, a população total da cidade era de 4 998 habitantes.